# Gran Premio del Belgio 1988
Il Gran Premio del Belgio 1988 è stata una gara di Formula 1, disputatasi il 28 agosto 1988 sul Circuito di Spa-Francorchamps. E'stata l'undicesima prova del mondiale 1988 ed ha visto la vittoria di Ayrton Senna su McLaren - Honda, seguito da Alain Prost e da Ivan Capelli.

## Prima della gara
- Il 14 agosto muore, a 90 anni, Enzo Ferrari; la scuderia italiana passa quindi sotto il controllo diretto della FIAT.
- La Williams sostituisce Nigel Mansell, colpito dalla varicella, con Martin Brundle.

## Qualifiche
Le qualifiche sono come al solito dominate dalle due McLaren di Senna e Prost, con il brasiliano in pole position davanti al compagno di squadra. In seconda fila si piazzano le due Ferrari di Berger e Alboreto, seguite da Patrese, Boutsen, Nannini e Nakajima.

### Classifica
| Pos                     | No | Pilota             | Costruttore                    | Tempo    | Distacco |
| ----------------------- | -- | ------------------ | ------------------------------ | -------- | -------- |
| 1                       | 12 | Ayrton Senna       | McLaren - Honda                | 1'53"718 |          |
| 2                       | 11 | Alain Prost        | McLaren - Honda                | 1'54"128 | +0"410   |
| 3                       | 28 | Gerhard Berger     | Ferrari                        | 1'54"581 | +0"863   |
| 4                       | 27 | Michele Alboreto   | Ferrari                        | 1'55"665 | +1"947   |
| 5                       | 6  | Riccardo Patrese   | Williams - Judd                | 1'57"138 | +3"420   |
| 6                       | 20 | Thierry Boutsen    | Benetton - Ford                | 1'57"455 | +3"737   |
| 7                       | 19 | Alessandro Nannini | Benetton - Ford                | 1'57"535 | +3"817   |
| 8                       | 2  | Satoru Nakajima    | Lotus - Honda                  | 1'57"616 | +3"898   |
| 9                       | 1  | Nelson Piquet      | Lotus - Honda                  | 1'57"821 | +4"103   |
| 10                      | 17 | Derek Warwick      | Arrows - Megatron              | 1'57"925 | +4"207   |
| 11                      | 18 | Eddie Cheever      | Arrows - Megatron              | 1'57"980 | +4"262   |
| 12                      | 5  | Martin Brundle     | Williams - Judd                | 1'58"206 | +4"488   |
| 13                      | 15 | Maurício Gugelmin  | March - Judd                   | 1'58"361 | +4"643   |
| 14                      | 16 | Ivan Capelli       | March - Judd                   | 1'59"439 | +5"721   |
| 15                      | 36 | Alex Caffi         | Dallara Scuderia Italia - Ford | 1'59"776 | +6"058   |
| 16                      | 30 | Philippe Alliot    | Lola Larrousse - Ford          | 1'59"906 | +6"188   |
| 17                      | 25 | René Arnoux        | Ligier - Judd                  | 2'00"037 | +6"319   |
| 18                      | 14 | Philippe Streiff   | AGS - Ford                     | 2'00"410 | +6"692   |
| 19                      | 22 | Andrea De Cesaris  | Rial - Ford                    | 2'00"521 | +6"803   |
| 20                      | 26 | Stefan Johansson   | Ligier - Judd                  | 2'00"857 | +7"139   |
| 21                      | 3  | Jonathan Palmer    | Tyrrell - Ford                 | 2'01"078 | +7"360   |
| 22                      | 31 | Gabriele Tarquini  | Coloni - Ford                  | 2'01"359 | +7"641   |
| 23                      | 29 | Yannick Dalmas     | Lola Larrousse - Ford          | 2'01"467 | +7"749   |
| 24                      | 9  | Piercarlo Ghinzani | Zakspeed                       | 2'01"899 | +8"181   |
| 25                      | 10 | Bernd Schneider    | Zakspeed                       | 2'01"938 | +8"220   |
| 26                      | 21 | Nicola Larini      | Osella - Alfa Romeo            | 2'02"029 | +8"311   |
| Vetture non qualificate |    |                    |                                |          |          |
| NQ                      | 24 | Luis Pérez-Sala    | Minardi - Ford                 | 2'02"129 | +8"411   |
| NQ                      | 23 | Pierluigi Martini  | Minardi - Ford                 | 2'02"314 | +8"596   |
| NQ                      | 33 | Stefano Modena     | EuroBrun - Ford                | 2'02"322 | +8"604   |
| NQ                      | 4  | Julian Bailey      | Tyrrell - Ford                 | 2'02"519 | +8"801   |

## Gara
Al via Prost parte meglio del compagno di squadra, sorpassandolo al tornante della Source; tuttavia, Senna ha un'accelerazione migliore in uscita dalla curva e al termine del rettilineo Kemmel recupera il comando, non cedendolo più fino alla bandiera a scacchi. I ritiri dei due piloti della Ferrari e di Patrese per problemi tecnici lasciano in terza e quarta posizione Boutsen e Nannini; tuttavia, i due sono successivamente squalificati per utilizzare benzina non regolamentare. Il terzo posto passa, a tavolino, a Capelli; in zona punti entrano, oltre a Piquet, Warwick e Cheever.
Con questa vittoria Senna conquista la testa del mondiale piloti, risultando favorito rispetto al compagno di squadra anche per la regola degli scarti (il brasiliano ha nove risultati utili contro i dieci di Prost; per la classifica finale saranno validi solo gli undici migliori risultati). A cinque gare dal termine, la McLaren conquista matematicamente il Campionato Mondiale Costruttori.

### Classifica
| Pos | N. | Pilota             | Costruttore/Motore             | Giri | Tempo/Ritiro                   | Griglia | Punti |
| --- | -- | ------------------ | ------------------------------ | ---- | ------------------------------ | ------- | ----- |
| 1   | 12 | Ayrton Senna       | McLaren - Honda                | 43   | 1h28'00"549                    | 1       | 9     |
| 2   | 11 | Alain Prost        | McLaren - Honda                | 43   | + 30"470                       | 2       | 6     |
| 3   | 16 | Ivan Capelli       | March - Judd                   | 43   | + 1'15"768                     | 14      | 4     |
| 4   | 1  | Nelson Piquet      | Lotus - Honda                  | 43   | + 1'23"628                     | 9       | 3     |
| 5   | 17 | Derek Warwick      | Arrows - Megatron              | 43   | + 1'25"355                     | 10      | 2     |
| 6   | 18 | Eddie Cheever      | Arrows - Megatron              | 42   | + 1 giro                       | 11      | 1     |
| 7   | 5  | Martin Brundle     | Williams - Judd                | 42   | + 1 giro                       | 12      |       |
| 8   | 36 | Alex Caffi         | Dallara Scuderia Italia - Ford | 42   | + 1 giro                       | 15      |       |
| 9   | 30 | Philippe Alliot    | Lola Larrousse - Ford          | 42   | + 1 giro                       | 16      |       |
| 10  | 14 | Philippe Streiff   | AGS - Ford                     | 42   | + 1 giro                       | 18      |       |
| 11  | 26 | Stefan Johansson   | Ligier - Judd                  | 39   | Motore                         | 20      |       |
| 12  | 3  | Jonathan Palmer    | Tyrrell - Ford                 | 39   | Problemi all'acceleratore      | 21      |       |
| 13  | 10 | Bernd Schneider    | Zakspeed                       | 38   | Cambio                         | 25      |       |
| SQ  | 20 | Thierry Boutsen    | Benetton - Ford                | 43   | Benzina irregolare             | 6       |       |
| SQ  | 19 | Alessandro Nannini | Benetton - Ford                | 43   | Benzina irregolare             | 7       |       |
| Rit | 31 | Gabriele Tarquini  | Coloni - Ford                  | 36   | Problemi allo sterzo           | 22      |       |
| Rit | 27 | Michele Alboreto   | Ferrari                        | 35   | Motore                         | 4       |       |
| Rit | 6  | Riccardo Patrese   | Williams - Judd                | 30   | Motore                         | 5       |       |
| Rit | 15 | Maurício Gugelmin  | March - Judd                   | 29   | Testacoda                      | 13      |       |
| Rit | 9  | Piercarlo Ghinzani | Zakspeed                       | 25   | Problema alla perdita d'olio   | 24      |       |
| Rit | 2  | Satoru Nakajima    | Lotus - Honda                  | 22   | Motore                         | 8       |       |
| Rit | 21 | Nicola Larini      | Osella - Alfa Romeo            | 14   | Problemi al sistema di benzina | 26      |       |
| Rit | 28 | Gerhard Berger     | Ferrari                        | 11   | Problemi d'iniezione           | 3       |       |
| Rit | 29 | Yannick Dalmas     | Lola Larrousse - Ford          | 9    | Motore                         | 23      |       |
| Rit | 22 | Andrea De Cesaris  | Rial - Ford                    | 2    | Collisione con R.Arnoux        | 19      |       |
| Rit | 25 | René Arnoux        | Ligier - Judd                  | 2    | Collisione con A.De Cesaris    | 17      |       |
| NQ  | 24 | Luis Pérez-Sala    | Minardi - Ford                 |      |                                |         |       |
| NQ  | 23 | Pierluigi Martini  | Minardi - Ford                 |      |                                |         |       |
| NQ  | 33 | Stefano Modena     | EuroBrun - Ford                |      |                                |         |       |
| NQ  | 4  | Julian Bailey      | Tyrrell - Ford                 |      |                                |         |       |
| NPQ | 32 | Oscar Larrauri     | EuroBrun - Ford                |      |                                |         |       |

## Classifiche

### Piloti
| Pos. | Pilota             | Punti |
| ---- | ------------------ | ----- |
| 1    | Ayrton Senna       | 75    |
| 2    | Alain Prost        | 72    |
| 3    | Gerhard Berger     | 28    |
| 4    | Nelson Piquet      | 18    |
| 5    | Michele Alboreto   | 16    |
| 6    | Thierry Boutsen    | 16    |
| 7    | Derek Warwick      | 11    |
| 8    | Ivan Capelli       | 8     |
| 9    | Nigel Mansell      | 6     |
| 10   | Alessandro Nannini | 6     |
| 11   | Maurício Gugelmin  | 5     |
| 12   | Jonathan Palmer    | 5     |
| 13   | Andrea De Cesaris  | 3     |
| 14   | Riccardo Patrese   | 2     |
| 15   | Eddie Cheever      | 2     |
| 16   | Satoru Nakajima    | 1     |
| 17   | Pierluigi Martini  | 1     |

### Costruttori
| Pos. | Team              | Punti |
| ---- | ----------------- | ----- |
| 1    | McLaren - Honda   | 147   |
| 2    | Ferrari           | 44    |
| 3    | Benetton - Ford   | 22    |
| 4    | Lotus - Honda     | 19    |
| 5    | March - Judd      | 13    |
| 6    | Arrows - Megatron | 13    |
| 7    | Williams - Judd   | 8     |
| 8    | Tyrrell - Ford    | 5     |
| 9    | Rial - Ford       | 3     |
| 10   | Minardi - Ford    | 1     |

## Fonti
- Sito di The Official Formula 1, su formula1.com. URL consultato il 12 giugno 2009.
- (EN) Grand Prix Results: Belgian GP, 1988, su grandprix.com. URL consultato il 28 dicembre 2009.
- (EN) 1988 Grand Prix of Belgium, su silhouet.com, Teamdan.org. URL consultato il 28 dicembre 2009.